# Alexandru Popovici (ur. 1988)
Alexandru Popovici (ur. 9 czerwca 1988 w Timișoarze) – rumuński piłkarz, grający na pozycji napastnika.

## Kariera piłkarska

### Kariera klubowa
Wychowanek Politehniki Timișoara, w którym w 2007 roku rozpoczął karierę piłkarską. Potem grał na zasadach wypożyczenia w klubach FCM Reșița, CS Buftea i Gloria Buzău. 13 listopada 2010 strzelił debiutowego gola w Lidze I.

## Sukcesy i odznaczenia

### Sukcesy klubowe
- wicemistrz Rumunii: 2011